# إكتابا
حي إكتابا، هو أحد أحياء مدينة طولكرم، يقع الحي في الجهة الشمالية الشرقية من المدينة، في منطقة ذات تضاريس جبلية يقع في بدايتها حي إكتابا وفي قمتها تقع قرية إكتابا، بحيث يتجاور حي إكتابا مع قرية إكتابا.

## الموقع
تقع إكتابا في مدينة طولكرم وتحديدًا في الجهة الشمالية الشرقية من المدينة. تتميز المنطقة بالطبيعة الجبلية، كما ترتفع عن سطح البحر حوالي 200م.

## التسمية
تعود التسمية بهذا الاسم نسبة لعين ماء كانت موجودة واسمها «عين تابا».

## التاريخ
وجدت العديد من الآثار القديمة تعود للعهدي الروماني والبيزنطي، كما تبين أيضًا وجود العديد من القطع الأثرية الإسلامية.

## حي إكتابا من الداخل
تعمل بلدية طولكرم على توفير الخدمات الأساسية لحي إكتابا ومنها الكهرباء وتعبيد الطرق الرئيسية، حيث قامت بلدية طولكرم مؤخرًا بإعادة تأهيل وتعبيد شارع حي إكتابا الرئيسي. كما قامت بلدية طولكرم عام 2006 بإنجاز مشروع تمديد شبكة مياه جديدة للحي، إضافة لإنشاء خطوط صرف صحي جديدة.

## وصلات خارجية
- على يوتيوب: حي إكتابا في مدينة طولكرم.
- على يوتيوب: جولة في حي إكتابا في مدينة طولكرم، تلفزيون الفجر 2016.